# Eschenbach (Fischbach)
Der Eschenbach ist ein Waldbach des Virngrundes im Ostalbkreis im nordöstlichen Baden-Württemberg. Der knapp drei Kilometer lange, ungefähr in südwestlicher Richtung laufende Bach fließt bei Jagstzell-Keuerstadt mit dem etwas kürzeren rechten Brandbach zum Fischbach zusammen, der in die obere Jagst mündet. Zuweilen wird der Eschenbach-Lauf zum Fischbach geschlagen.

## Geographie

### Verlauf
Der Eschenbach entsteht etwa anderthalb Kilometer vor dem Nordportal des Virngrundtunnels der A 7 am Abschnitt zwischen den Ausfahrten Dinkelsbühl/Fichtenau und Ellwangen. Die Quelle liegt auf etwa 497 m ü. NN etwa 2,1 km westlich von Ellenberg–Breitenbach an einem Waldweg im Waldgewann Schlägle. Schon nach den ersten hundert Metern seines durchwegs südwestlichen Laufes unterquert der Bach die Autobahntrasse, wonach ihm in seinem sich eintiefenden Waldtal zwischen Eschenbuck rechts und Reute links bald und bis zum Ende ein Wirtschaftsweg begleitet.
Etwa anderthalb Kilometer nach seinem Ursprung durchfließt er einen länglichen, ca. 0,3 ha großen Waldteich. Gleich danach mündet von links der erste seiner drei Zuflüsse von dieser Seite, die alle zwischen 0,7 km und 1,0 km lang sind und Höhen um 510 m ü. NN ihren Lauf beginnen, der Bach vom Hirschbrunnen. Dieser entspringt nahe dem Tunnelportal und wie die anderen am Unterhang des 580 m ü. NN hohen Hornbergs, dessen Kammlinie der Eschenbach etwa parallel läuft. Nachdem der Bach einen kleineren Teich durchlaufen hat, münden nacheinander noch Nestlersbach und Hornbach.
Dreihundert Meter vor dem Ende des Laufs öffnet sich der Wald zu einer kleinen Wiesenaue beim einsam im Virngrund liegenden Jagstzeller Wohnplatz Keuerstadt, kurz vor dem er unter der Nikolauskapelle auf dem niedrigen Mündungssporn mit dem von Norden kommenden Brandbach auf etwa 461 m ü. NN zum Fischbach zusammenfließt, der zunächst in der Richtung des Eschenbachs weiterzieht.
Der 2,9 km lange Eschenbach mündet etwa 36 Höhenmeter unter seinem Ursprung und hat ein mittleres Sohlgefälle von etwa 12 ‰.

### Einzugsgebiet
Das Einzugsgebiet umfasst 3,5 km² und liegt zur Gänze in der Waldlandschaft Virngrund; naturräumlich rechnet der deutlich überwiegende nördliche und nordwestliche Teil zum Teilgebiet Ellwanger Berge der Schwäbisch-Fränkischen Waldberge, wo rechts des Bachlaufs mit 523,7 m ü. NN im Roten Letten auf einem kleinen Hügel die zweitgrößte Höhe im Einzugsgebiet liegt; ein mäßig breiter Rand im Südosten des Einzugsgebietes gehört zu den Pfahlheim-Rattstädter Liasplatten im Nachbarnaturraum Vorland der östlichen Schwäbischen Alb. Dort liegt an seiner Ostsüdostecke der höchste Punkt des Einzugsgebietes auf dem höchsten Gipfel der Hochfläche des Hornberg auf 580 m ü. NN. Es ist zugleich die größte Erhebung des gesamten Virngrundes.
Jenseits dieser prominentesten Wasserscheide des Einzugsgebietes entlang der Hornberg-Kammlinie im Südosten entwässert das Gelände über deren hydrologischen Hauptoberlauf Ellenberger Rot zur Röhlinger Sechta. Die südliche Wasserscheide grenzt ab vom exklusiv eigenen Einzugsgebiet des Eschenbach-Vorfluters Fischbach und dem eines ersten kleinen Zuflusses von diesem. Der am Zusammenfluss bei Keuerstadt anschließende lange Abschnitt der Einzugsgebietsgrenze führt ostnordostwärts durch den Eschenbuck bis in den Roten Letten und scheidet vom Entwässerungsgebiet des rechten Fischbach-Oberlaufes Brandbach. Im Norden stößt kurz das Gebiet an, welches der zur Rechenberger Rot laufende Weißenbach entwässert. Die wiederum recht lange östliche Wasserscheide verläuft zum Gerbach, dessen Abfluss über Rotach und Wörnitz der Donau zuläuft. Diese im Gelände meist kaum auszumachende Wasserscheide ist deshalb hydrographisch gesehen die bedeutendste, da Teil der Europäischen Hauptwasserscheide zwischen Donau jenseits und Rhein diesseits, in welchen alle anderen genannten Konkurrenten über die Jagst entwässern.
Bis auf einen westlichen Keil der Flurinsel um Georgenstadt und die noch kleinere Bachauenlichtung bei Keuerstadt ist das Gebiet vollständig und vorwiegend mit Nadelholz bewaldet. Siedlungsplätze gibt es darin gar keine. Der mit Abstand größte Teil gehört zur Gemeinde Ellenberg, ein kleinerer am Hang des Hornbergs bis hinunter ans linke Bachufer zur Rindelbacher Stadtteilgemarkung von Ellwangen, ein winziger Zwickel im Bereich des Zusammenflusses mit dem Brandbach bei Keuerstadt zur Gemeinde Jagstzell.
Ein großer Teil des Einzugsgebiets liegt in Wasserschutzgebieten. Außer der Bundesautobahn 7, die seinen Ostteil durchzieht, sind alle anderen Verkehrswege Waldwirtschaftswege.

### Zuflüsse und Seen
Hierarchische Liste der Zuflüsse und  Seen von der Quelle zur Mündung. Gewässerlänge, Seefläche, Einzugsgebiet und Höhe nach den entsprechenden Layern auf der Onlinekarte der LUBW. Andere Quellen für die Angaben sind vermerkt.
Quelle des Eschenbachs auf etwa 497 m ü. NN etwa 2,1 km westlich von Ellenberg–Breitenbach an einem Waldweg im Gewann Schlägle wenig östlich der A 7. Der Bach fließt durchweg etwa südwestlich.
- Durchfließt auf etwa 480 m ü. NN zwischen den Gewannen Reute links und Hirschbuck rechts einen Stausee, 0,3 ha.
- (Bach vom Hirschbrunnen), von links und Ostsüdosten auf etwa 478 m ü. NN gleich nach dem vorigen, 0,7 km und ca. 0,4 km². Entsteht auf etwa 505 m ü. NN am Hornberg-Nordhang nahe dem Nordportal des Virngrundtunnels. Dem Bach folgt die Gemeindegrenze von Ellenberg rechts zu Ellwangen links, die dann ab der Zumündung dem Eschenbach selbst bis an die Keuerstadter Rodungsinsel folgt.
  -  Durchfließt auf etwas unter 500 m ü. NN einen See, 0,1 ha.
- Nestlersbach, von links und Südosten auf etwa 475 m ü. NN gegenüber dem Waldgewann Geheuerstattbuck, 0,7 km und ca. 0,4 km². Entsteht auf etwa 512 m ü. NN am Nordwesthang des Hornbergs.
- Hornbach, von links und Südosten auf etwa 467 m ü. NN kurz vor dem Beginn der Keuerstadter Tallichtung, 0,9 km und ca. 0,4 km². Entsteht auf etwa 512 m ü. NN am Nordwesthang des Hornbergs.

Zusammenfluss auf etwa 461 m ü. NN mit dem etwa von Norden kommenden rechten Brandbach zum Fischbach in der kleinen Tallichtung um den Jagstzeller Wohnplatz Keuerstadt. Der Eschenbach ist 2,9 km lang und hat ein Einzugsgebiet von 3,5 km².

## Geologie
Am Prallhang unter der St.-Nikolaus-Kapelle im dicht benachbarten Brandbachtal kurz vor dem Zusammenfluss mit dem Eschenbach gibt es einen Prallhang im Stubensandstein (Löwenstein-Formation); die geologischen Schichten im Einzugsgebiet liegen deshalb im höheren Mittleren Keuper und im Oberen Keuper, ausgenommen die Hochfläche des Hornbergs, die schon zum Schwarzjura gehört. Der Eschenbach ist – wie auch anfangs sein Vorfluter Fischbach – mithin ein kleiner Stufenrandfluss.

## Schutzgebiet
Der unterste Lauf in der offenen Aue kurz vor Keuerstadt liegt im kleinen Landschaftsschutzgebiet Keuerstadt und Umgebung.

### LUBW
Amtliche Online-Gewässerkarte mit passendem Ausschnitt und den hier benutzten Layern: Lauf und Einzugsgebiet des Eschenbachs

Allgemeiner Einstieg ohne Voreinstellungen und Layer: Daten- und Kartendienst der Landesanstalt für Umwelt Baden-Württemberg (LUBW) (Hinweise)
1. 1 2  Höhe nach dem Höhenlinienbild auf dem Hintergrundlayer Topographische Karte.
2. 1 2 3  Höhe nach schwarzer Beschriftung auf dem Hintergrundlayer Topographische Karte.
3. 1 2  Länge nach dem Layer Gewässernetz (AWGN).
4. 1 2  Einzugsgebiet nach dem Layer Basiseinzugsgebiet (AWGN).
5. ↑  Seefläche nach dem Layer Stehende Gewässer.
6. ↑  Einzugsgebiet abgemessen auf dem Hintergrundlayer Topographische Karte.

### Andere Belege
1. ↑  Wolf-Dieter Sick: Geographische Landesaufnahme: Die naturräumlichen Einheiten auf Blatt 162 Rothenburg o. d. Tauber. Bundesanstalt für Landeskunde, Bad Godesberg 1962. → Online-Karte (PDF; 4,7 MB)
2. ↑  Siehe Mattern 2009, S. 116ff unter → Literatur
3. ↑  Geologie grob nach: Mapserver des Landesamtes für Geologie, Rohstoffe und Bergbau (LGRB) (Hinweise)